# سامي مكروري
سامي مكروري (بالإنجليزية: Sammy McCrory)‏ هو لاعب كرة قدم أيرلندي شمالي سابق كان يلعب كمهاجم. سبق له أن لعب في كأس العالم لكرة القدم مع منتخب بلاده. لعب خلال مسيرته 515 مباراة سجل خلالها 226 هدفاً.

## المسيرة الاحترافية

### أندية لعب لها
- نادي لينفيلد
- سوانزي سيتي
- إيبسويتش تاون
- نادي بليموث أرجايل
- نادي ساوثيند يونايتد
- كامبريدج يونايتد
- نادي كروسيدرز

## روابط خارجية
- سامي مكروري على موقع ناشيونال فوتبول تيمز (الإنجليزية)
- سامي مكروري على موقع عالم كرة القدم.نت (الإنجليزية)